# Ливенцов, Михаил Алексеевич
Михаил Алексеевич Ливенцов (1825—1896) — российский  военный и государственный деятель. Генерал-лейтенант, Военный губернатор  и  командующий войсками  Акмолинской области. Член ЗСОИРГО (1883)

## Биография
Сын генерал-майора Алексея Михайловича Ливенцова родился 13 (25) октября 1825 года.
В военную службу вступил юнкером 14 июня 1839 года. Служил на Кавказе и принимал участие в военных действиях против горцев. 30 сентября 1848 года произведён в прапорщики.
С началом Восточной войны Ливенцов в рядах Грузинского гренадерского полка сражался с турками на Кавказе и 2 ноября 1853 года был произведён в подпоручики и в начале 1854 года награждён орденом Св. Анны 4-й степени. За отличие в сражении 24 июля 1854 года при Курюк-Дара Ливенцов 28 декабря 1854 года награждён орденом Св. Георгия 4-й степени (№ 9577 по кавалерскому списку Григоровича — Степанова). В донесении об отличии было сказано:
Находясь по званию жалонерного офицера при командире полка во время наступления войск наших для атаки центра неприятельской позиции, подпоручик Ливенцов получил приказание принять начальство над стрелками 3-го батальона. В эту минуту три турецкие батальона наступали на гренадер и собирались ударить на них в штыки. Вызвав тотчас же стрелков, он двинулся с ними вперёд и, удачно выбрав позицию, меткими выстрелами остановил первый натиск; но турки, пользуясь своей многочисленностью, успели обойти стрелков с фланга и одновременно бросились на них и на батальон. Окружённый со всех сторон неприятелем, подпоручик Ливенцов с редким присутствием духа и лично подавая подчинённым своим пример геройской неустрашимости, сомкнул стрелков, двинул их в штыки и дружным натиском успел пробиться сквозь ряды турок, не оставив в руках их никаких трофеев.
По окончании Крымской войны Ливенцов продолжал службу в Грузинском гренадерском полку и неоднократно бывал в походах против горцев. 3 сентября 1857 года он был произведён в поручики и 11 сентября 1861 года в штабс-капитаны. С 22 февраля 1862 года состоял в распоряжении командующего войсками Терской области, с 8 октября 1863 года находился в отставке.
Вернувшись на службу 12 апреля 1867 года, был назначен адъютантом при начальнике Главного управления иррегулярных войск; но на этой должности находился до 12 сентября того же года, а затем до 1 мая 1872 года исполнял дела делопроизводителя канцелярии временного комитета для пересмотра казачьих законоположений и в течение последующих двух с половиной лет был столоначальником Главного управления казачьих войск. За это время он получил чины капитана (20 марта 1868 года), майора (17 апреля 1870 года) и подполковника (16 апреля 1872 года).
26 декабря 1874 года он был назначен в распоряжение Туркестанского генерал-губернатора и в этом качестве в 1875—1876 годах принял участие в войне против Кокандского ханства; 22 августа 1875 года за отличие был произведён в полковники.
1 июля 1876 года Ливенцов вновь оказался в Санкт-Петербурге, поскольку был назначен членом Комитета иррегулярных войск по пересмотру казачьих законоположений от Семиреченского казачьего войска.
4 февраля 1883 года он был зачислен по армейской пехоте и назначен Акмолинским губернатором и 30 августа 1885 года получил чин генерал-майора.
В сентябре 1890 года вышел в отставку с производством в генерал-лейтенанты. 
Скончался в Санкт-Петербурге 12 (24) мая 1896 года; похоронен на Никольском кладбище Александро-Невской лавры.

## Награды
- Орден Святой Анны 4-й степени (1854 год)
- Орден Святого Георгия 4-й степени (1854 год)
- Орден Святого Станислава 2-й степени (1868 год)
- Орден Святого Владимира 4-й степени с бантом (1878 год, за беспорочную выслугу 25 лет в офицерских чинах)
- Орден Святой Анны 2-й степени (1879 год)
- Орден Святого Владимира 3-й степени (1881 год)
- Орден Святого Станислава 1-й степени (1888 год)
- Орден Святой Анны 1-й степени (1890 год)